# Michael V. Knudsen
Michael Vestergaard Knudsen (Hobro, 4. rujna 1978.) je rukometaš reprezentacije Danske i rukometnog kluba SG Flensburg-Handewitt. Michael Knudsen igra na poziciji kružnog napadača i jedan je od najboljih igrača na toj poziciji.
U danskoj rukometnoj reprezentaciji odigrao je 169 utakmica i postigao 557 golova.

## Dosadašnji klubovi
- HOH 1985 (-1985.)
- Viborg HK (1997. – 2002.)
- Skjern Håndbold (2002. – 2004.)
- Viborg HK (2004. – 2005.)
- SG Flensburg-Handewitt (ugovor do 2008.)

## Uspjesi
- Zlato na Europskom prvenstvu u Norveškoj 2008.
- Bronca na Svjetskom prvenstvu u Njemačkoj 2007.
- Izabran za najboljeg kružnog napadača Svjetskog prvenstva 2007.
- Bronce na Europskim prvenstvima u Švedskoj 2002., u Sloveniji 2004. i u Švicarskoj 2006.
- Finalist europske Lige prvaka 2007.
- Challenge-Cup 2003.
- Danski kup 2000.
- Zlato na juniorskom Svjetskom prvenstvu 1999.
- Zlato na juniorskom Europskom prvenstvu 1998.

## Vanjske poveznice
- Službene stranice SG Flensburg-Handewitt  Arhivirana inačica izvorne stranice od 8. ožujka 2007. (Wayback Machine)
- Michael V. Knudsen na stranicama SG Flensburg-Handewitta  Arhivirana inačica izvorne stranice od 2. veljače 2008. (Wayback Machine)